# 南宋宫城

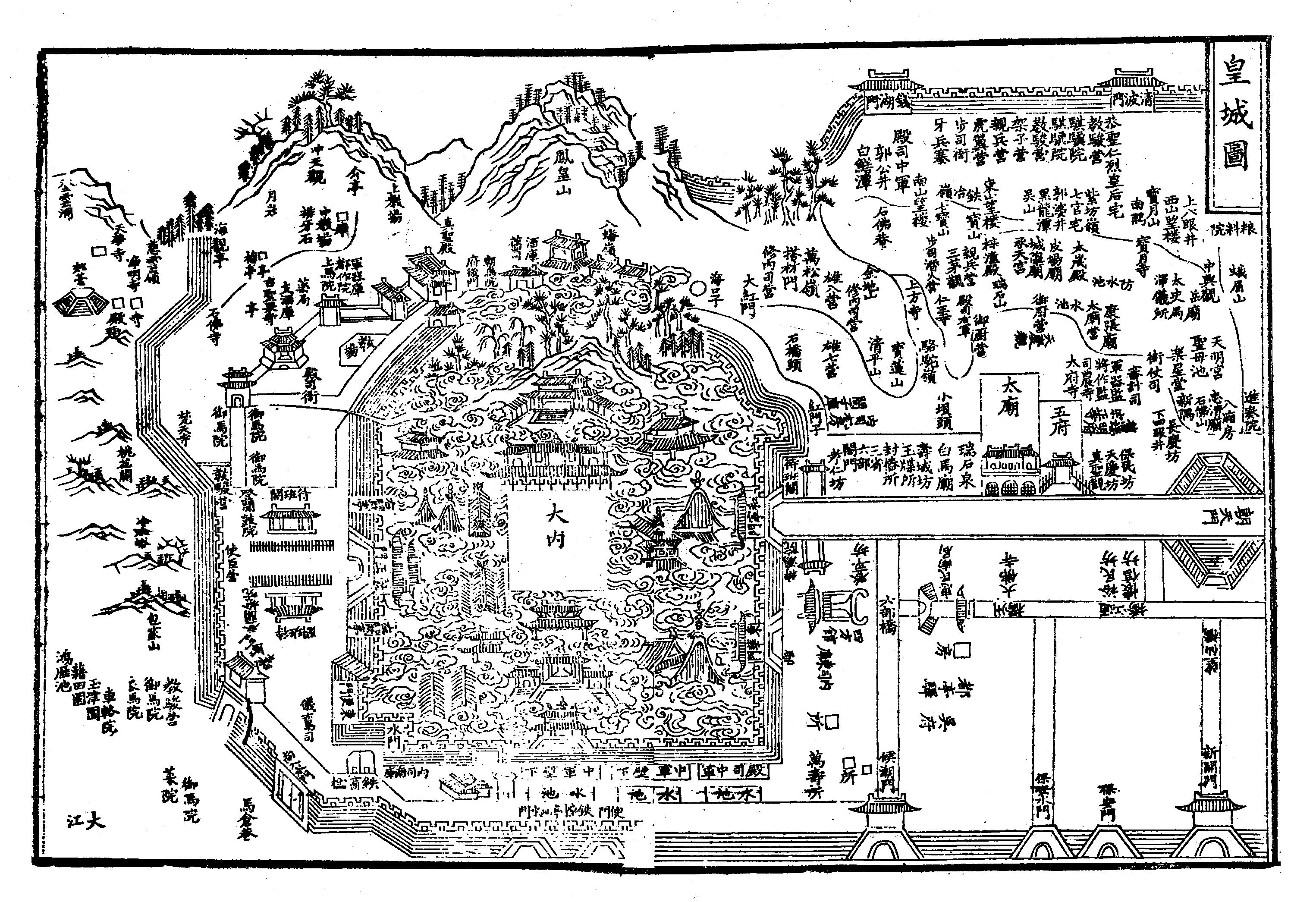
南宋时期皇宫图

南宋宫城即中国南宋皇宫，位于南宋临安府（今浙江省杭州市）西南凤凰山下。

## 歷史
自宋高宗在1129年定都杭州臨安後，開始營建新的都城。宫城南面有丽正门、东便门；北面有正北之外门和宁门及东北之内门东华门。丽正门之内，为外朝区，有文德、垂拱等正式朝会所用之殿。东便门后，是太子住所东宫及太后所居之地。福宁、复古、选德等内殿以及后苑、隐岫等君主“闲游之所”，属内朝区，位于宫城以北。
南宋大内最初是杭州州治的辦公場所，紹興元年高宗來到杭州時將其簡單加築後成為行宮，大小不過百楹。工事負責人為內侍楊公弼，本預想增至三百楹，但高宗阻止了這一計劃。行在建制并非短期完成，自高宗绍兴四年建太庙，十一年建崇政殿、垂拱殿。十二年宋金和议后建太社、太稷、皇后庙、都亭驿、太学。十三年筑圜丘坛、景灵宫、高禖坛、秘书省。十五年造神御殿。十六年拓宽太庙，建立武学。十七年，建造玉津园、太一宫、万寿观。绍兴二十五年建执政府，二十七年建尚书六部。前后二十余年方才建成完整的宫殿、政府设施。二十八年，額外增築宮城東南面的外城，建復古殿、損齋，高宗入居。高宗禪位後出居德壽宮，在望仙橋東，與鳳凰山宮城不在同一處，此後孝宗、光宗禪位後也都居住于此。
元朝至元二十四年（公元1287年）民间失火，飞及宫室，焚毁过半。有怀疑忽必烈皇帝下令放火燒毀，但没有证据，尤其是杭州也有防火问题的历史，況且當時元朝已滅南宋達十一年。其遗址现是公园。
杨琏真伽上书于朝，改垂拱殿为报国寺，改后殿为仙林寺，改福宁殿为尊胜寺，改芙蓉阁为兴元寺，改和宁门侧为若寺，从延佑年到至正年诸寺递毁。
明朝洪武二十四年（公元1391年）重建报国寺，到万历年间大内尽圮地表建筑寺院无存，主要宫殿遗址都被埋在地下二三米左右。

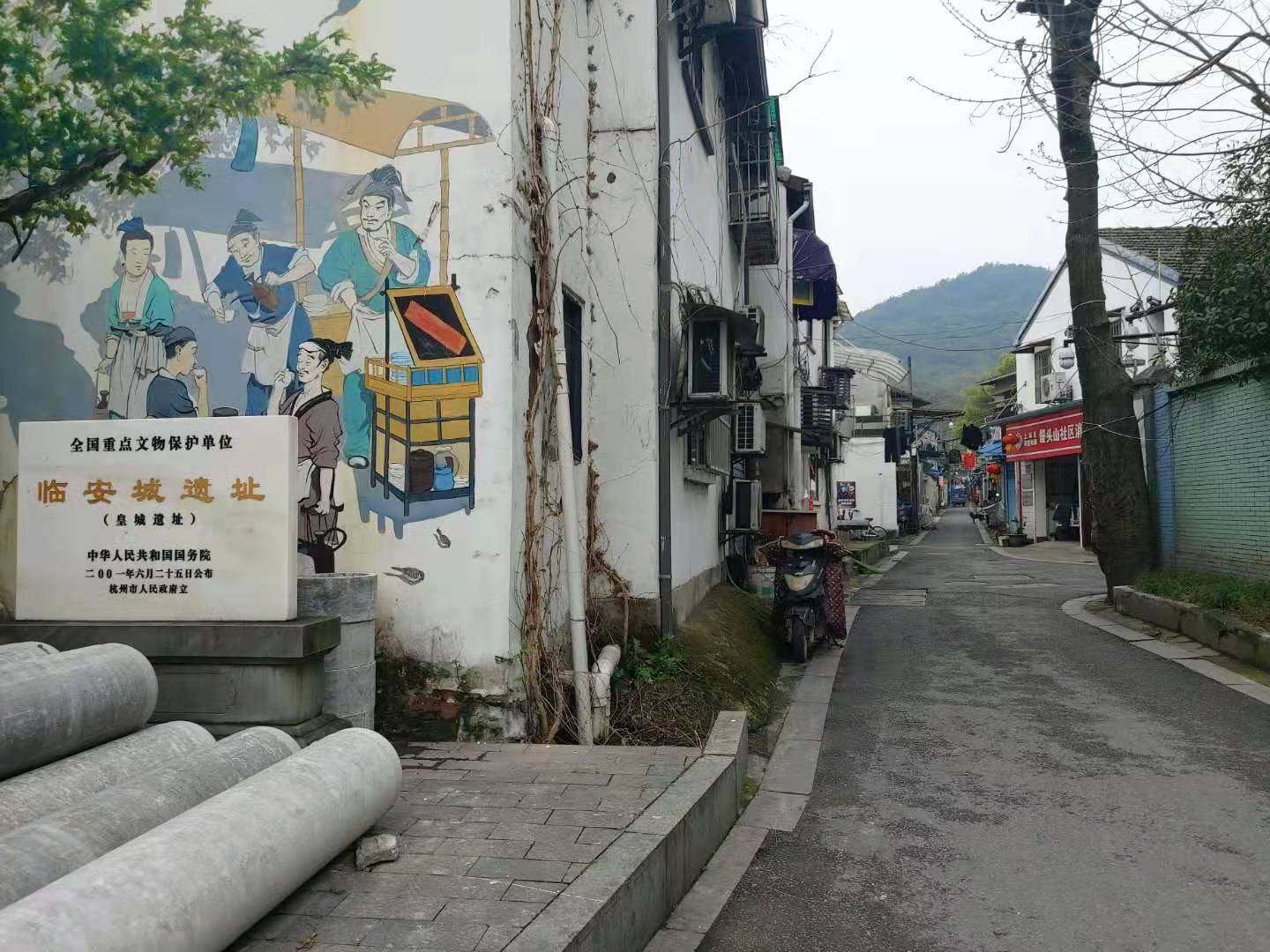
南宋宮城的一部分，地表現已成為民居，原宮殿所在的地段現基本都成為了民居。因此也無法實行大規模的發掘。
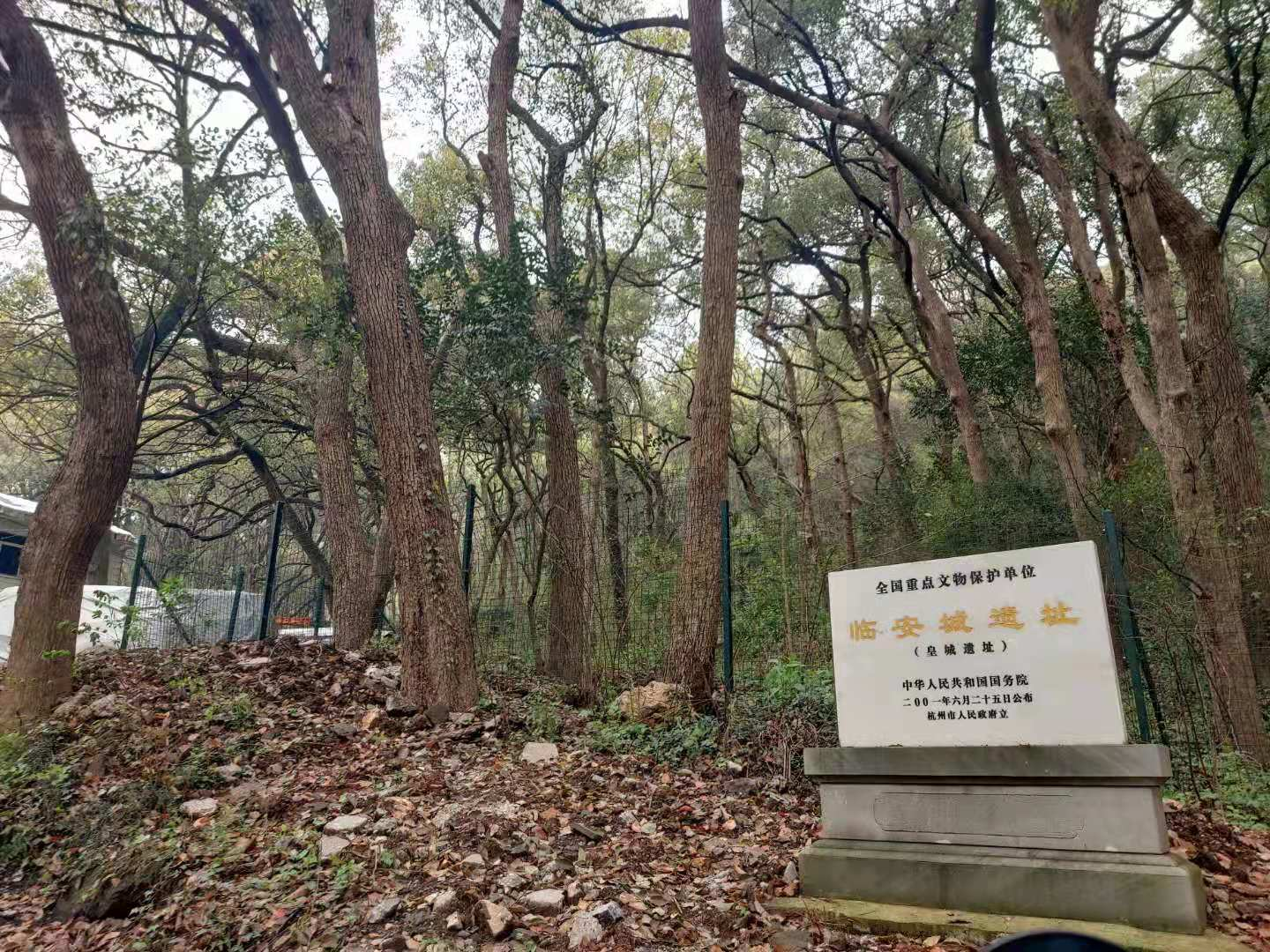
南宋宮城的一部分，地表現已成為亂葬崗.
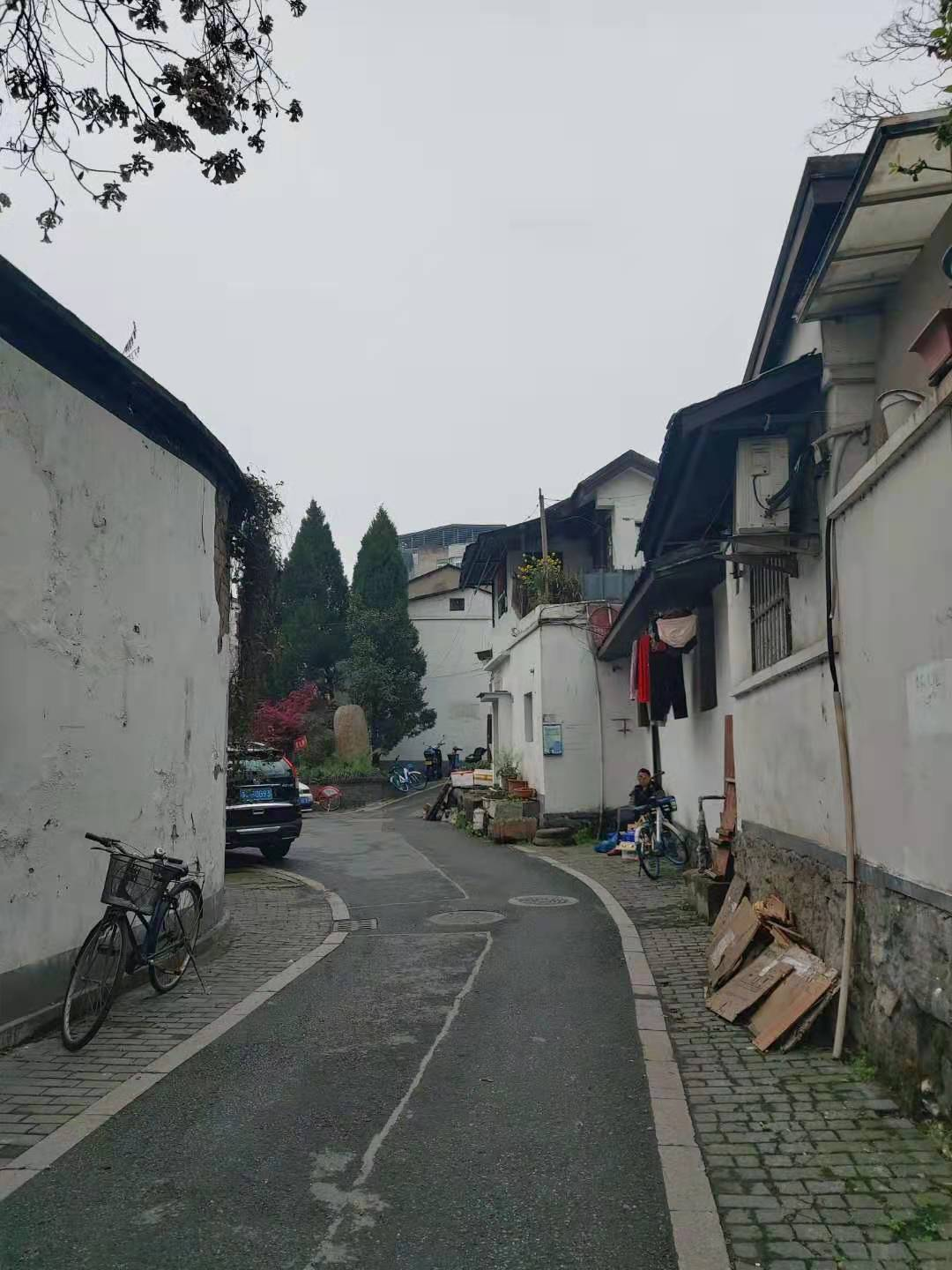
南宋宮城和寧門外原白馬廟所在地。現為民居。